# 電波妨害弾1型
電波妨害弾1型 (でんぱぼうがいだんいちがた) は海上自衛隊が装備する艦船用の投棄型電波妨害装置であり、主に護衛艦に装備されている。
略称としてEJ弾とも呼ばれる。開発・製造は三菱電機が行っている。

## 概要
海上自衛隊の艦船が装備するの Mk36 SRBOC チャフロケットシステムの固定式ランチ ャーから発射される投棄型の電波妨害装置である。発射されると数百メートルを飛しょうした後にパラシュートによって滞空し、主にアクティブレーダーシーカーの対艦ミサイルに対して電波妨害を行ってミサイルの追尾を電波妨害弾に追尾転移させて、自艦を防御する。
本システムは単独で用いられるものではなく、NOLQ-3を始めとする水上艦用EW管制システムのEWオプションの一部である。
なお、過去に一般公開でも展示されたことが無く、写真等も殆ど存在しないため、その概要は余り知られていない装備品である。

## 開発
1984年度（昭和59年度）から開発名「投棄型電波妨害機」として開発が着手され、下北試験場で飛しょう体としての性能試験、埼戸島で妨害性能を確認後、実海面でのシステム試験を経て1995年度（平成7年度）以降に導入が開始された。

## 詳細
アクティブレーダーシーカーの対艦ミサイルに対しては、対抗手段としてチャフやデコイ、自艦に装備した電波妨害装置(オンボードジャマー)等があるが、近年のアクティブレーダー方式の対艦ミサイルは電波妨害源を追跡するHOJ(Home On Jam 妨害源追跡)機能を有しており、自艦の電波妨害装置の安易な使用は逆効果になる。そのため、電波妨害を自艦から離れた場所で行う投棄型の電波妨害手段の導入が必要となり開発された。
電波妨害弾1型はMk36 SRBOCから発射されるため、現有のチャフ弾と同じサイズ(全長1.2m、直径0.13m)となっており、発射されると推進装置で加速する二段階推進方式を行い、機械式の展開翼を開いて飛しょうする。数百メートル程度飛しょうして推進部が分離し弾体が降下し始めると落下傘を開いて浮揚するとともに、目標に対して電波を発信して妨害を開始する。
妨害波の妨害成分は相手ミサイルのアクティブレーダーシーカーが送信している電波を電波探知機で受信した受信内容(周波数、飛来方位)等と自艦が探知した目標のレーダー情報(距離、速度等)を計算機へ入力し、ミサイルから見た自艦及び電波妨害弾の距離を算出して、この距離差が0となるように妨害波の遅延時間を設定する。これらの妨害成分の情報は遠隔制御器により飛しょう中の電波妨害弾へ無線にて指示され、その受信情報を元にミサイルと同じ周波数に妨害波を変換し、さらに所要の出力に増幅して発信する。その際、自艦からの情報によって妨害弾の空中線を飛来するミサイルの方向に向けることにより実効放射電力を高めている。なお、空中線の指向制御は地磁気検出方式を用いている。これらにより従来の同種の電波妨害弾とは異なり、妨害開始時よりミサイルのレンジゲート(ミサイルが目標と認識する距離範囲)内で妨害波による疑似目標エコーを出現させることが可能で、リアクションタイムの短縮と妨害持続時間を有効に確保することが期待出来る。
このため、相手ミサイル側から見るとミサイルのアクティブレーダーシーカーが得ている目標エコー(自艦)とほぼ同じ距離で、より強いシグナルの目標が出現することになり、ミサイルの追尾を水上艦の目標エコーから電波妨害弾に追尾転移させることによりミサイルを回避させる。